# 釧路信用組合
釧路信用組合（くしろしんようくみあい）は、北海道釧路市に本店を置く信用組合。

## 概要
1954年に「釧路商工信用組合」として設立、1999年に現名称へと変更し今日に至る。なお、釧路信用金庫は1951年の信用金庫法施行による改組までは「釧路信用組合」の名称であったが、当組合とは無関係である。2002年7月には経営破綻した網走信用組合の事業を譲受、網走管内にも進出した。
日本銀行の歳入復代理店に指定されている。このため、同信組の本店などで国税納付や交通違反の罰則金等納付ができる。

## 沿革[2]
- 1954年11月 釧路商工信用組合設立認可
- 1954年12月 釧路商工信用組合設立
- 1955年1月 釧路市北大通4丁目6番地において営業開始
- 1970年12月 釧路市北大通9丁目2番地に本店社屋を新築し移転。
- 1999年10月 創立45周年を期に「釧路信用組合」に名称を変更。同時に新本店が完成。シンボルマークも変更する。
- 2002年7月 経営破綻した網走信用組合の事業を譲受する（網走信用組合紋別支店のみ廃止）。
- 2007年　釧路信用組合が不採算となっていた釧路管内2店舗、網走管内3店舗の計5店舗の閉鎖を発表（いずれも2007年11月2日に営業終了）。その対象は以下のとおり。
  - 鉄北支店は鳥取支店に業務継承
  - 寿支店は本店営業部に業務継承
  - 斜里支店は清里支店に業務継承
  - 佐呂間支店は北見支店に業務継承、遠紋圏から撤退
  - 女満別支店は網走支店に業務継承
- 2009年7月 全国信用組合共同センター（SKC）に加盟。
- 2011年 景雲支店・公立大学前支店・大楽毛支店(ATMは存置)(釧路管内)、北見支店・小清水支店・しれとこ支店(網走管内)の閉鎖を発表[3]。
- 2020年5月18日 大楽毛出張所(旧大楽毛支店、ATMのみ)を大楽毛駅構内に移動[4]。
- 2021年3月8日 網走支店を清里支店に統合[5]。
- 2022年3月22日 緑ヶ岡支店を本店営業部、鳥取支店を愛国支店に統合(ATMは存置)[6]。
- 2022年9月１日 この日利用分から他金融機関ＡＴＭ利用時にかかる手数料を月５回分まで利用の口座へ翌月キャッシュバックする他金融機関ＡＴＭ利用手数料返戻サービスを開始した(組合員限定)[7]。
- 2022年9月20日 羅臼支店を中標津支店に統合[7]。
- 2022年12月１日 鳥取出張所(旧鳥取支店、ATMのみ)閉鎖[8]。
- 2023年10月10日 桜ヶ岡支店を本店営業部に統合(ATMは存置)[9]。
- 2023年12月11日 清里支店を本店営業部に統合[9]。

## 店舗
本信組は釧路市、釧路町、中標津町に支店を置いている（詳細は同組合のHPを参照）。
ATM
- 本信組が設置しているATMは店舗内、店舗外問わず国内の金融機関への振込はできない。
- 両替機同様、硬貨については入出金とも使用できない。紙幣のみ使用可能。
- 土、日、祝日においては通帳記帳ができない。（通帳つまり等の事故防止の為）
- セブン銀行ATMと提携している。平日8時45分～18時00分・土曜日9時00分～14時00分までは手数料無料。その他の時間は110円（税込）。

両替機
本信組は本店の他主要支店にも両替機を設置しているが、1円と5円には対応していない。これらの硬貨が必要な場合は窓口に出向く必要がある。